# サミュエル・フッド・リンゼー
サミュエル・フッド・リンゼー（Samuel Hood Linzee、1773年12月27日-1820年9月1日）はイギリス海軍の提督である。フランス革命戦争とナポレオン戦争で活躍した。

## 人物
リンゼーはデボン州プリマスに、ジョン・リンゼーとスザンナ・インマン夫妻の息子として生まれ、サミュエル・フッドに敬意を表してこの名前が付けられた。フッドは、父ジョンのいとこスザンナの夫だった。ジョンはイギリス海軍の艦長であり、アメリカ独立戦争時の1774年10月から1776年7月より後まで、スループ船ファルコンを指揮して、1775年にバンカーヒルの戦いを目撃した。幼い息子サミュエルも、ファルコンの兵員名簿にキャプテンズ・サーバントそして先任書記として登録されたが、この当時にサミュエルが乗艦していたというのは現実性に乏しい。幼い頃から名簿に登録されていたため、海尉志願者は、目的を達するまでに、相当な年月を要することになった。リンゼーはその後、1790年7月21日、わずか16歳半にして海尉に就任した。1793年11月5日には指揮官となり、1794年3月8日にポストキャプテンとなった。このポストキャプテン就任は、20歳になって2か月後のことで、28門の6等級フリゲート艦ネメシスの指揮をまかされた。
1795年12月9日、フランスのフリゲート艦センサブルとコルベット艦サルディーヌが、スミルナの中立海域に投錨していたネメシスを拿捕した。ネメシスそのものは抵抗しなかったが、リンゼーはこの行為の違法性に異議申し立てをした。イギリス艦エーグルとサイクロプスがこの3隻を取り囲んだが、オノレ・ジョゼフ・アントワーヌ・ガントームの戦隊がやって来て2隻のイギリス艦を追い払った。1796年1月に、フランス軍はネメシスをチュニスに連行したが、3月9日にイギリス軍がネメシスを取り返した。リンゼーはその後ベネチア、ウィーン、ドレスデン、プラハそしてベルリンを回り、最終的にハンブルクからの定期船でイギリスに戻った。

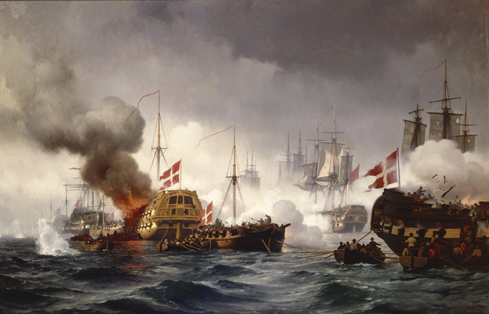
コペンハーゲンの海戦で、砲撃を受けるデンマーク艦

1801年の1月26日午前8時のことだった。リンゼーは36門艦の指揮に就いたばかりだった。この36門艦ワゾー（オイソー、かつてのフランス艦クレオパートル）から視界に入ったのは、やはり36門のフランスのフリゲート艦デダニューズを発見した。このフリゲート艦は、特使の艦に同行してカイエンヌからロシュフォールに向かう途中であった。ワゾーは単独でデダニューズを追跡し、翌日の正午、フィニステレ岬が視界に入るようになった頃、2隻のイギリスのフリゲート艦シリウスとアメティストがこの追跡に加わった。結局デダニューズは、1月28日の2時45分ごろワゾーに降伏し、イギリス海軍の所有艦となった。

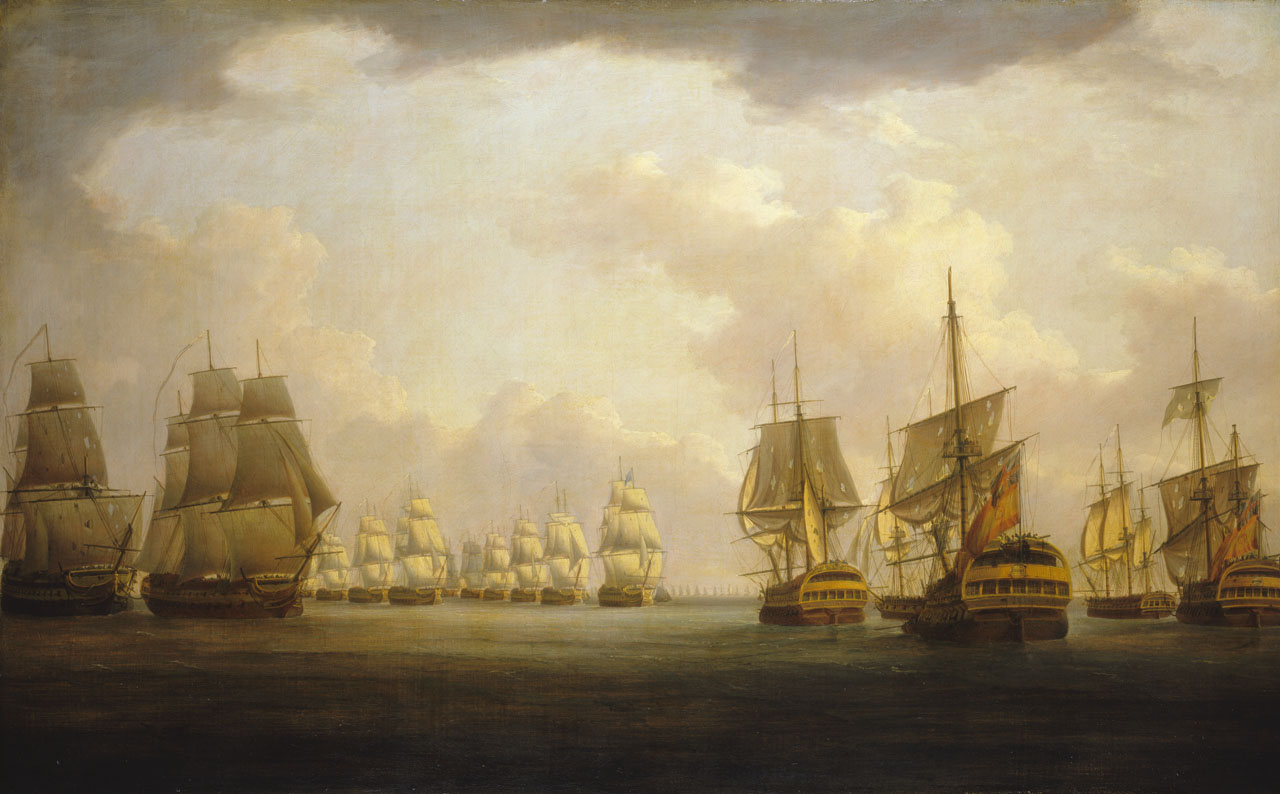
フィニステレ岬の海戦

1801年4月2日、コペンハーゲンの海戦で、リンゼーは74門艦ゼラスの指揮を執った。この艦はジョージ・キャンベル少将の艦隊に所属していた。この艦隊は翌1802年にイギリスからポート・ロイヤルまで公開し、その年の5月に帰国した。
その後1805年から翌1806年の4月まで、74門艦ウォーリアの指揮官を務めた。この艦はロバート・カルダーの艦隊の1隻で、この時期、カルダーは仏西連合艦隊を相手に、フィニステレ岬の海戦を戦った。1805年7月22日のことだった。
1807年2月、74門艦マイダの指揮官となった。マイダの指揮官としての最初の任務には、3月6日に、軍法会議の委員の一員として、ホーム・リッグス・ポパムの南米侵略の失敗の裁判に立ち会ったことも含まれていた。1807年7月19日、リンゼーはマイダを指揮してコペンハーゲン爆撃を行い、デンマーク艦隊を拿捕した。
その後バーフラーの指揮官を、1809年の1月から2月までの短期間務め、その後1811年までは、トライアンフを指揮した。ドレッドノートの指揮も1810年8月から1811年12月まで務め、1812年3月にはテメレーア、そして同年の4月から8月まではユニオンに乗務したUnion(en)。また、1811年7月20日には海兵隊大佐を委任された。。
リンゼーは1812年8月12日に提督となって青色少将に昇進し、その後12月4日には白色少将、1813年の6月4日には赤色少将、そして1819年8月12日に最終階級の青色中将となった。

## 急逝
1820年9月1日、リンゼーはデボンのストーンハウスの自宅で死去した。46歳だった。その数日前に脳卒中の発作によって落馬したのが原因だった。プリマスのセントアンドリュース教会の北側の通路に、彼の記念碑が建っている。

## 家族
リンゼーはJ・クラークと南アフリカの喜望峰で、1799年7月に結婚した。しかし翌年の1800年、妻は出産中に死に、子供もその時に犠牲となった。1802年9月7日、エミリー・ウールリッジとグリニッジのセントアンドリュース教会で再婚し、9人の子供が生まれた。最初の3人はすべて男の子で死産だった。4人目は1806年8月に生まれた男の子で、サミュエル・フッド・リンゼーと名付けられたが、その年の12月26日に天然痘で死んだ。5人目は1807年9月27日に生まれた女の子で、エミリー・ウールリッジ・リンゼーと名付けられた。6人目は1809年12月19日生まれの男の子で、やはりサミュエル・フッド・リンゼーと名付けられたが、後に海軍に入って、1831年7月11日、ウォースパイトの海尉として就役中に、フリオ岬の沖合で、22歳で溺死した。7人目は1812年9月22日生まれのジョン・リンゼー、8人目のスザンナ・インマン・リンゼーは1815年12月17日に生まれ、9人目で一番下のメアリー・アン・シャーロット・リンゼーは1818年1月26日に生まれた。